# Lycoriella subpermutata
Lycoriella subpermutata är en tvåvingeart som beskrevs av Werner Mohrig och Boris Mamaev 1990. Lycoriella subpermutata ingår i släktet Lycoriella och familjen sorgmyggor. Arten är reproducerande i Sverige. Inga underarter finns listade i Catalogue of Life.